# Liste lateinischer Phrasen/O

## O

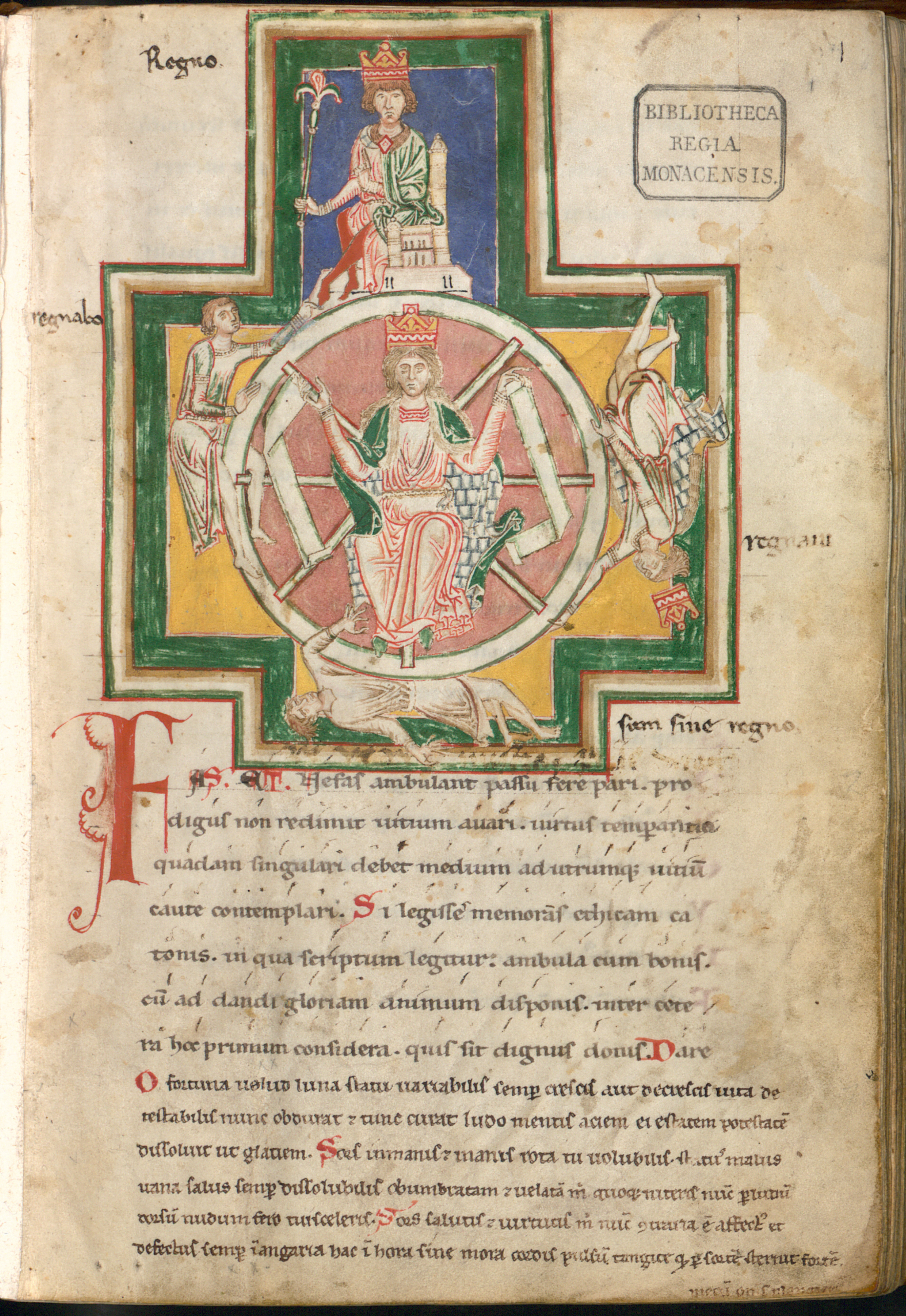
Carmina Burana: Schicksalsrad (Rota Fortunae)

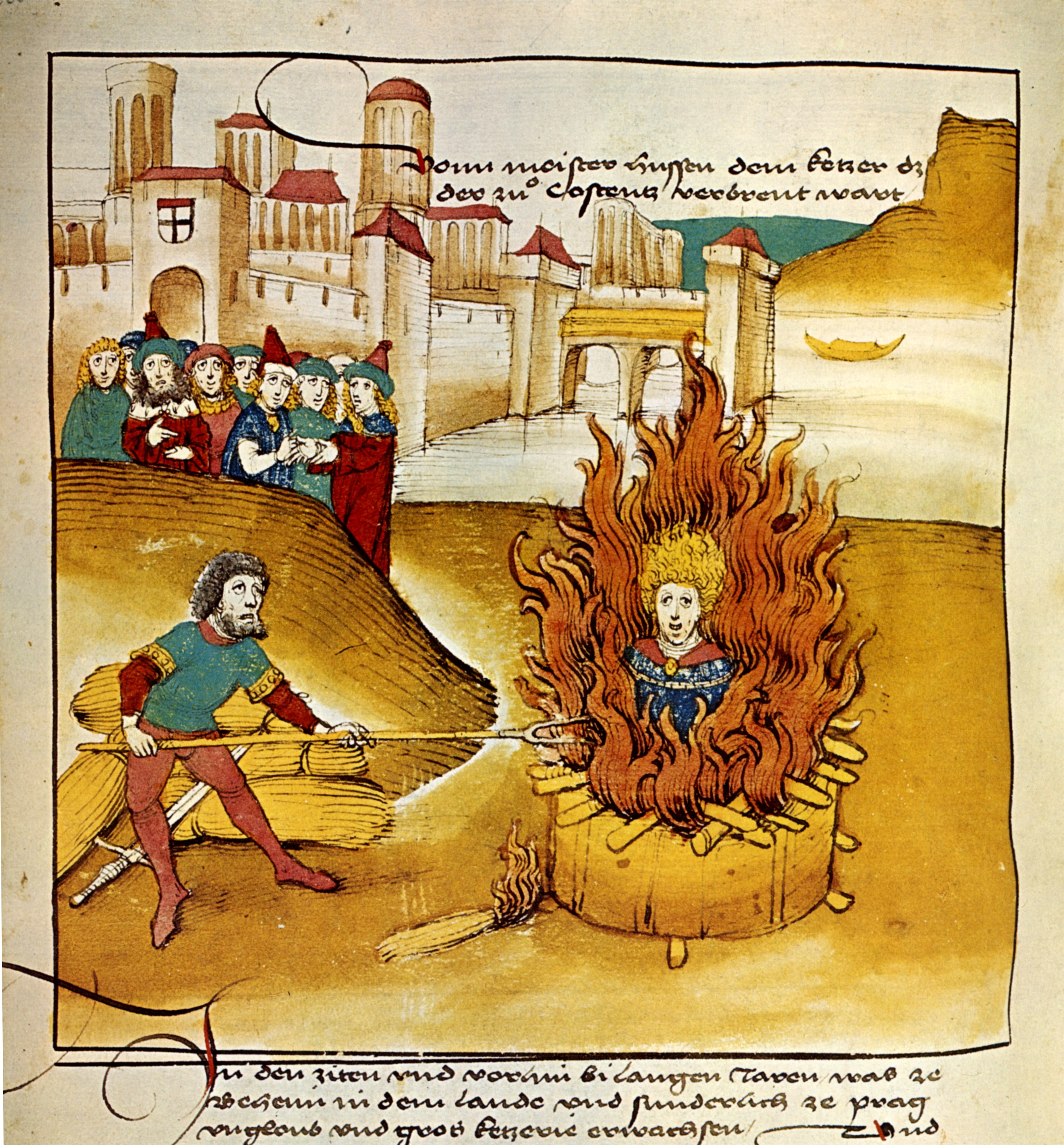
O sancta simplicitas. Jan Hus auf dem Scheiterhaufen

O clemens, o pia, o dulcis virgo Maria.
„O milde, o fromme, o süße Jungfrau Maria!“ – Schlussvers des Salve Regina, der auf den heiligen Bernhard von Clairvaux zurückgehen soll.
O dulce nomen libertatis.
„O süßer Name Freiheit!“ – Cicero, In Verrem 2. 5,163.
O fallacem hominum spem!
„O trügerische Hoffnung der Menschen!“ – Cicero, de oratore 3,7
O felix culpa
„O glückliche Schuld“
Der Ausdruck gehört in den Kontext „O certe necessarium Adamae peccatum, quod Christi morte deletum est. O felix culpa quae talem ac tantum meruit habere Redemptorem!“ – „O wahrlich notwendige Schuld Adams, die durch Christi Tod getilgt worden ist! O glückliche Schuld, die es verdiente, einen solchen und so großen Erlöser zu haben!“
Aus dem Exsultet, einem Gesang der römisch-katholischen Osternachtsliturgie.
Daraus die Worte „felix culpa“ („glückliche Schuld“), der Gedanke, wonach der Sünder sich durch die Vergebung in einem glücklicheren Zustand befindet als vor der Sünde.
O Fortuna.
„O Glück!“ – Anfangsworte aus den Carmina Burana (1. Fortuna Imperatrix Mundi):
O Fortuna

velut luna

statu variabilis,

semper crescis

aut decrescis;

vita detestabilis

nunc obdurat

et tunc curat

ludo mentis aciem,

egestatem,

potestatem

dissolvit ut glaciem.
O Fortuna,

wie der Mond 

bist du veränderlich,

ständig wachsend

oder schwindend;

das schmähliche Leben

bald härtet es ab,

bald verwöhnt es

spielerisch den wachen Sinn,

Armut

und Macht

zerschmilzt es wie Eis.
O matre pulchra filia pulchrior!
„Tochter, schöner noch als ihre schöne Mutter!“ – Horaz, Oden 1,16,1
O mihi praeteritos referat si Iuppiter annos!
„O brächte Jupiter mir die vergangenen Jahre zurück!“ – Zitat aus der Aeneis des Vergil.
O quae mutatio rerum.
„O welch Wandel der Dinge!“ – Diese lateinische Wendung findet sich in dem Studentenlied O alte Burschenherrlichkeit:
O alte Burschenherrlichkeit,

Wohin bist du entschwunden,

Nie kehrst du wieder goldne Zeit,

So froh und ungebunden!

Vergebens spähe ich umher,

Ich finde deine Spur nicht mehr.

O ierum, o quae mutatio rerum
O saeculum! O litterae! Iuvat vivere!
„O Jahrhundert! O Wissenschaften! Es ist eine Lust zu leben!“ − Ulrich Hutten 1518 zu Willibald Pirckheimer
O sancta simplicitas.
„O heilige Einfalt!“ – Dieses Zitat wird Jan Hus zugeschrieben, der diese Worte sprach, als eine eifrige Frau Holz für seinen Scheiterhaufen brachte. Es wird durch Mephistopheles in Goethes Faust I zitiert. Heute wird dieses Zitat als ironischer Ausdruck des Erstaunens über Dummheit gebraucht.
O tempora, o mores!
„Was für Zeiten! Was für Sitten!“ – Marcus Tullius Cicero, Catilina I, 1, 2.
 O Tite, tute, Tati tibi tanta, tyranne, tulisti!
„O Titus Tatius, du selbst, du Tyrann, hast dir ein so großes [scil. Unglück] zugezogen!“ – Berühmter Vers von Quintus Ennius, insbesondere für seinen plakativen Gebrauch des Stilmittels Alliteration.

## Ob
Ob defectum
„In Ermangelung“

## Obit
Obit anus, abit onus.
„Die Alte stirbt, die Last vergeht“ – Arthur Schopenhauer

## Oboedientia
Oboedientia et pax
„Gehorsam und Frieden“ – Dies war der Wahlspruch von Angelo Giuseppe Roncalli, dem späteren Papst Johannes XXIII., bei seiner Bischofsweihe.

## Obscuri

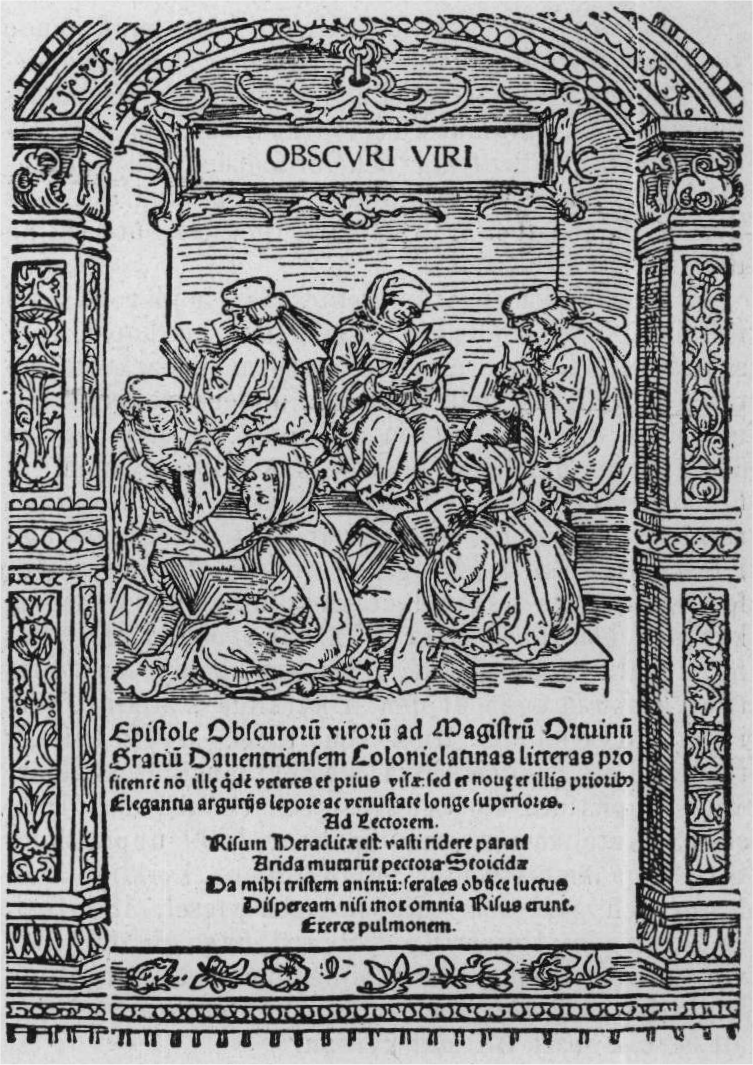
Dunkelmännerbriefe

Obscuri viri
„Dunkelmänner“ – Die Dunkelmännerbriefe (Epistolae obscurorum virorum) waren die berühmteste Satire des deutschen Humanismus. Anlass war der Streit der Kölner Dominikaner mit dem Hebräisten Johannes Reuchlin um die Frage, ob jüdische Schriften verbrannt werden sollten. Das Werk enthält die fingierten Briefe von Dominikanern, die wie eine Selbstentlarvung der Beteiligten wirken.

## Observa
Observa diem sabbati.
„Achte den Sabbat!“ – Sabbatgebot aus den Zehn Geboten, das vollständig so lautet: „Observa diem sabbati, ut sanctifices eum, sicut praecepit tibi Dominus Deus tuus.“ („Achte auf den Sabbat: Halte ihn heilig, wie es dir der Herr, dein Gott, zur Pflicht gemacht hat.“)

## Oculi
Oculi plus vident quam oculus.
„Augen sehen mehr als ein Auge.“
Oculi mei semper ad Dominum.
„Meine Augen sind immer auf den Herrn gerichtet.“ – Psalm 25,15, von dem die Bezeichnung „Oculi“ für den 3. Fastensonntag hergeleitet ist.

## Oculum
Oculum pro oculo et dentem pro dente
„Auge um Auge, Zahn um Zahn“ – 2. Buch Mose 21

## Oculus
Oculus dexter (O. D.)
„Rechtes Auge“ – ophthalmologische Abkürzung
Oculus sinister (O. S.)
„Linkes Auge“ – ophthalmologische Abkürzung
Oculus ultimus
„Letztes Auge“ – ophthalmologische Bezeichnung für das noch gut sehende verbliebene Auge nach Verlust der Sehkraft des anderen Auges

## Oderint
Oderint, dum metuant.
„Mögen sie mich hassen, wenn sie mich nur fürchten.“ – Aus einer Tragödie des Lucius Accius, zitiert zuerst bei Cicero; später das Motto des Kaisers Caligula.
In der Neuzeit Ausspruch Bismarcks über das preußisch-französische Verhältnis.

## Oderunt
Oderunt hilarem tristes tristemque iocosi.
„Die Traurigen hassen den Heiteren und den Traurigen die Lustigen.“ – Hexameter: Horaz, Epistulae 1,18,89.

## Odi
Odi et amo. Quare id faciam, fortasse requiris. Nescio. Sed fieri sentio et excrucior.
„Ich hasse und liebe. Warum ich dies mache, fragst du vielleicht. Ich weiß es nicht. Aber ich fühle, dass es so ist, und es quält mich.“ – Catull 85.
Odi profanum vulgus et arceo.
„Ich hasse das gemeine Volk und halte es fern.“ – Horaz (Carmina 3, 1, 1)

## Odium
Odium theologicum
„Theologischer Hass“ – Ausdruck für die spezielle Form von Hass, die in theologischen Disputen entsteht.

## Olet
Olet lucernam.
„Das riecht nach Öl.“: Das riecht nach der Öllampe, nach Nachtarbeit.

## Oleum
Oleum et operam perdidi.
„Öl und Mühe habe ich verschwendet.“ – Zitat aus der Komödie Poenulus des Dichters Plautus (Vers 332); der Satz wird dort von einer Dirne gesprochen, die sich vergebens hat putzen und salben lassen. Cicero überträgt die Wendung in seinen Briefen Ad familiares (7,1) auf Gladiatoren, später wird damit auf das verschwendete Öl der Studierlampe angespielt.

## Olim
Olim meminisse iuvabit.
„Einst wird es erfreuen, sich zu erinnern.“ – Vergil.

## Omne
Omne animal post coitum triste (praeter gallum, qui cantat).
„Nach der Vereinigung sind alle Lebewesen traurig (außer dem Hahn, der singt [kräht]).“
Häufig als Satz aus den Problemata physica (XXX, 1) von Pseudo-Aristoteles zitiert und damit sehr lange Aristoteles zugeschrieben, alternativ auch als Sentenz von Ovid, Galen oder Augustinus. Er ist aber erst im 16. Jahrhundert nachzuweisen und allenfalls von (pseudo-)aristotelischem Gedankengut beeinflusst: Zwei Untersuchungen fanden 2002 unabhängig voneinander, dass der Wortlaut das erste Mal im Jahr 1514 in einem Kommentar von Johannes Murmellius zu Boethius’ Der Trost der Philosophie auftaucht:
„nam, teste philosopho, omne animal a coitu triste est“ – „denn nach dem Zeugnis des Philosophen ist jedes Lebewesen nach dem Verkehr traurig“.
Der Philosoph, der hier gemeint ist, ist sicher Aristoteles. Bereits Ende des 17. Jahrhunderts wird der Hahn hinzugefügt, wohl mit humoristischer Intention:
„Et omne animal post coitum fieri triste, praeter gallum didicit.“ – „Man hat erfahren, dass jedes Tier nach dem Koitus traurig wird – außer dem Hahn.“
Es sind im Lauf der Zeit mehrere Varianten im Wortlaut entstanden. In einigen wird noch die Ehefrau (lateinisch mulier) ergänzt, etwa:
„Omne animal triste post coitum, praeter gallum mulieremque.“ – „Nach dem Koitus sind alle Tiere traurig – außer dem Hahn und der Ehefrau.“
Omne animal se ipsum diligit.
„Jedes Lebewesen liebt sich selbst.“ – Cicero: De finibus bonorum et malorum V,IX,24
Omne ignotum pro magnifico
„Alles Unbekannte gilt ⟨ihnen⟩ für großartig.“ – Tacitus, Agricola, 30.
Ein Satz des Britanniers Calgacus aus seiner berühmten Rede gegen den Herrschaftsanspruch der Römer. – Sherlock Holmes zitiert ihn in Die Abenteuer des Sherlock Holmes.
Omne principium grave.
„Aller Anfang ist schwer.“
Omne vivum ex ovo.
„Alles Lebende kommt aus dem Ei.“

## Omnes
Omnes eodem cogimur.
„Alle werden wir an denselben Ort gezwungen.“ – Horaz, carmen 2,3,25.
Gemeint ist: ins Jenseits gezwungen.
 Omnes una manet nox.
„Eine einzige Nacht wartet auf uns alle.“ – Horaz, carmina 1,28,15.

## Omnia
Omnia ad maiorem Dei gloriam.
„Alles zur höheren Ehre Gottes.“ – Wahlspruch des Jesuitenordens
Omnia ad unum.
„Alles (bezieht sich) auf das Eine.“ – Formulierung von Gottfried Wilhelm Leibniz, der für seine Monadentheorie berühmt war.
Omnia cum deo, nihil sine eo.
„Alles mit Gott und nichts ohn’ ihn.“ – Wahlspruch von Herzog Wilhelm Ernst, von Johann Sebastian Bach in BWV 1127 vertont.

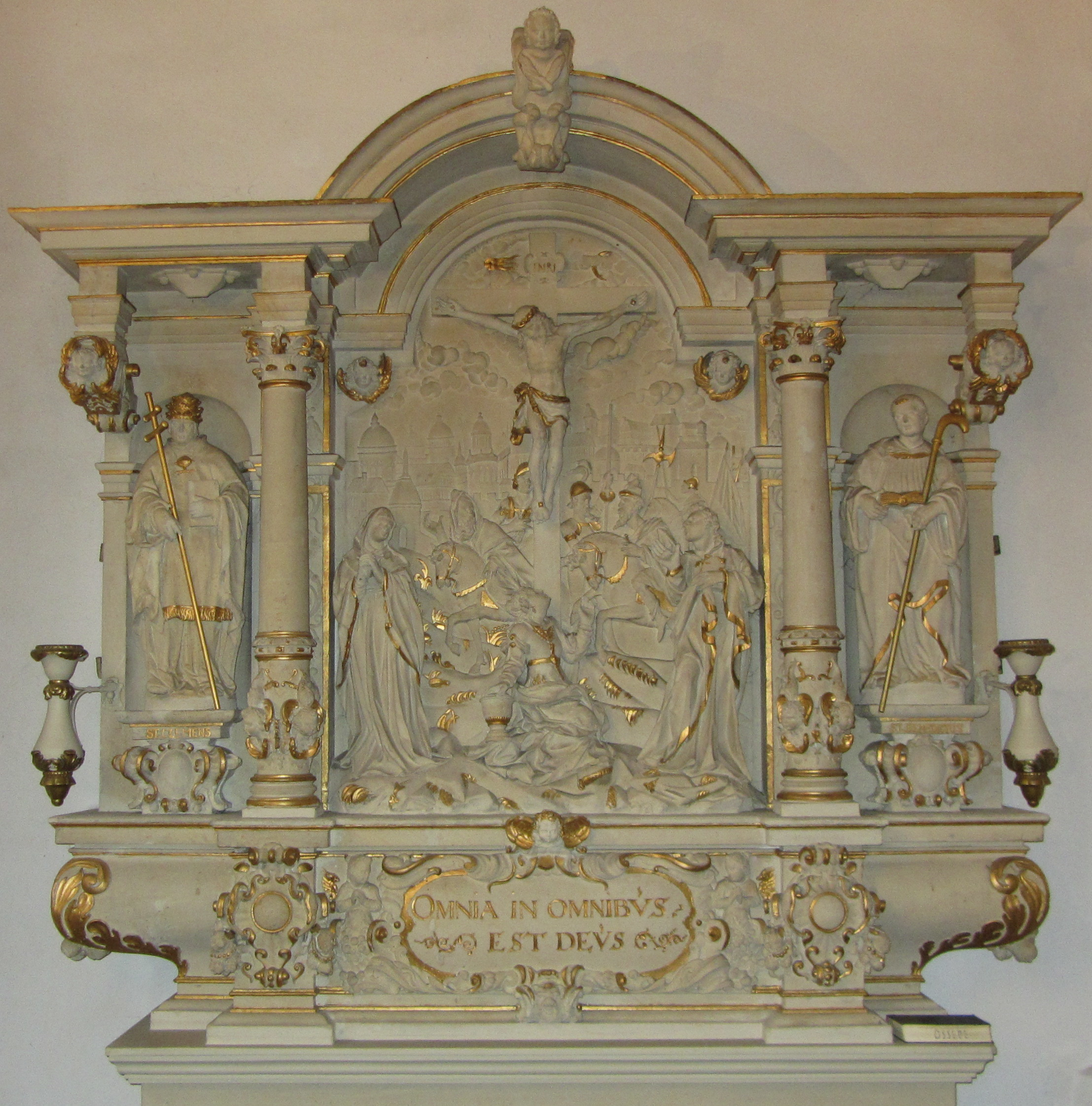
Omnia in omnibus est deus: Altar der Kirche St. Johannis in Glandorf

Omnia in omnibus est deus.
„Gott ist alles in allem.“ – Ausspruch des Johannes Scottus Eriugena, über die Allheit Gottes (De div. nat. II, 2). Eine Formulierung, der der Spinozismus nahekommt.
Omnia mea mecum porto.
„Ich trage meinen ganzen Besitz bei mir.“ – Ausspruch des Bias von Priene, eines der Sieben Weisen, bei seiner Flucht aus Priene
Omnia munda mundis
„Den Reinen ist alles rein.“ – Aus dem Brief des Apostels Paulus an Titus (Titus 1,15 ).
Übersetzung des griechischen Satzes «Πάντα μὲν καθαρὰ τοῖς καθαροῖς» („Panta men kathara tois katharois“) in der Vulgata.
Variante: „Puris omnia pura“.
Omnia praeclara rara.
„Alles Hervorragende ist selten.“.
Omnia prius experiri quam armis sapientem decet.
„Alles soll der Weise früher versuchen als mit den Waffen.“ – Terenz, Eunuchus 789.
Omnia tempus habent.
„Alles hat seine Zeit.“ – Vulgata, Ecclesiastes 3,1 (Prediger 3,1 ).
Mit dem Nachsatz „Omnia tempus habet“ („Die Zeit hält alles“) macht John Owen daraus einen Pentameter.
Omnia venalia Romae.
„Alles (ist) käuflich in Rom.“ – Einschätzung des Königs Jugurtha in Sallusts De bello Iugurthino 8, 1.
Omnia vincit amor.
„Alles besiegt die Liebe.“ – Vergil, Bucolica 10,69: „Omnia vincit amor, et nos cedamus amori.“ („Alles besiegt die Liebe, wollen auch wir der Liebe nachgeben.“)
Siehe im Kontrast dazu „labor omnia vincit“, das ebenso auf eine Sentenz von Vergil zurückgeht.

## Omnibus
Omnibus moriendum est, divitibus pauperibus, summis infimis.
„Alle müssen sterben, die Reichen wie die Armen, die Höchsten wie die Niedrigsten.“
Omnibus prodesse
„Nützlich sein für alle“ (Devise im Stiftssiegel des Benediktinerstiftes Melk in Niederösterreich)
Omnibus unus
„Einer für alle“

## Omnis
Omnis amans amens.
„Jeder Liebende ist von Sinnen.“ – Dieser Halbvers (Hexameter oder Pentameter) ist ein lateinisches Wortspiel.
Bei Terenz kürzer: „Amantes amentes.“
Omnis cellula a cellula.
„Jede Zelle (stammt) von einer Zelle.“ – Virchow
Omnis homo mendax
„Jeder Menschen ist ein Lügner.“ – Psalm 116, 11.

## Omnium
Omnium enim rerum principia parva sunt.
„Denn aller Dinge Anfang ist klein.“ – Cicero, De finibus (5,58)
Omnium rerum homo mensura est.
„Der Mensch ist das Maß aller Dinge.“ − Der sogenannte Homo-Mensura-Satz des Protagoras.

## Onus
Onus est honos.
„Bürde ist Würde.“
Onus probandi
„Beweislast“

## Opera
Opera omnia
„Alle Werke“ – Gesamtwerk eines Künstlers
Opera postuma (opera posthuma)
„Nachgelassene Werke“ – D. h. solche, die nach dem Tod des Autors veröffentlicht werden.

## Opere
Opere citato (op. cit.)
„Im (schon) zitierten Werk“ – Wird in akademischen Schriften gebraucht, um auf eine Stelle in einem zuvor genannten Werk zu verweisen.

## Operibus
Operibus credite et non verbis
„Glaubt den Taten und nicht den Worten.“

## Ophidia
Ophidia in herba
„Schlangen im Gras“ – Eine verborgene Gefahr oder ein unbekanntes Risiko. Vergleiche auch „Latet anguis in herba.“

## Oportet
Oportet et haereses esse …
„Auch Parteiungen sind notwendig (damit auch deutlich wird, wer unter euch zuverlässig ist)“ – Der Apostel Paulus in seinem 1. Brief an die Korinther 11,19.

## Opus
Opus Dei
„Werk Gottes“ – Personalprälatur (Organisationseinheit, der ein Prälat vorsteht) der römisch-katholischen Kirche, die sich zum Ziel gesetzt hat, bei Laien durch religiöse Bildung und seelsorgerliche Hilfestellung ein gottgefälliges Leben in Beruf und Familie zu fördern. Der volle Name ist:
„Praelatura Sanctae Crucis et Opus Dei“
(„Prälatur vom heiligen Kreuz und Werk Gottes“).

## Ora

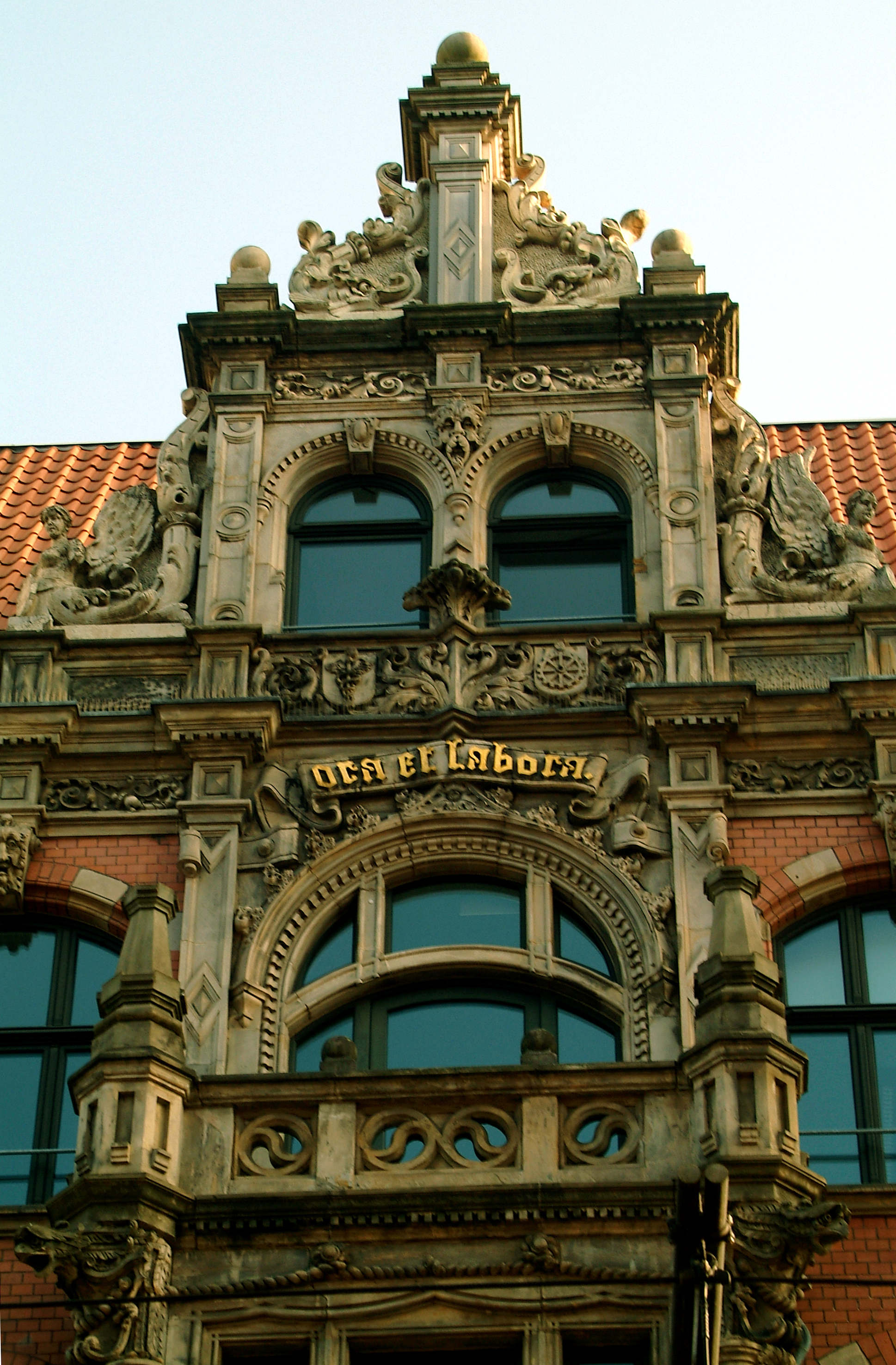
Ora et labora am Akademiehaus der Dr.-Buhmann-Schule Hannover

Ora et labora
„Bete und arbeite!“ – Vollständig lautet dieser Grundsatz der benediktinischen Klöster:
„Ora et labora (et lege), Deus adest sine mora.“
„Bete und arbeite (und lies), Gott ist da (oder: Gott hilft) ohne Verzug.“
Ora pro nobis.
„Bete für uns!“ – Gebetsformel in der katholischen Kirche

## Orandum
Orandum est, ut sit mens sana in corpore sano.
„Beten sollte man darum, dass in einem gesunden Körper ein gesunder Geist sei.“ – Juvenal, Satiren (10,356).

## Oratio
Oratio pro domo
„Rede für das (eigene) Haus“ – In eigener Sache. Sie rührt von einer Rede, die Marcus Tullius Cicero nach seiner Rückkehr aus dem Exil gehalten haben soll, um sein konfisziertes Haus zurückzuerhalten.

## Orbis
Orbis non sufficit
„Die Welt ist nicht genug“ – Familienmotto und Teil des Familienwappens der Bond Baronets, of Peckham, seit Erhebung des ersten Inhabers Thomas Bond in den Adelsstand im Jahr 1658.
Der Schriftsteller Ian Fleming übernahm dieses historische, bis 1767 genutzte Motto auch für das Familienwappen des fiktiven Nachfahren James Bond (Agent 007). Bond erfährt dies im Roman Im Dienst Ihrer Majestät, es wird auch in der Verfilmung Im Geheimdienst Ihrer Majestät erwähnt. Davon inspiriert, entschieden die Produzenten der James-Bond-Filmreihe, der 1999 erschienenen Verfilmung den Titel „Die Welt ist nicht genug“ zu geben.
Variante des bereits in der Antike bezeugten Non sufficit orbis.
Orbis scientiarum
„Kreis der Wissenschaften“
Orbis terrarum
„Der Kreis der Länder“ – Der Erdkreis

## Ordo
Ordo Equestris Sancti Sepulcri Hierosolymitani
„Ritterorden vom Heiligen Grab zu Jerusalem“ – Der Ritterorden vom Heiligen Grab zu Jerusalem und der Malteserorden sind heute die zwei vom Heiligen Stuhl anerkannten Ritterorden.
Ordo equitum Teutonicorum
„Deutscher Ritterorden“: Der Deutsche Orden ist seit 1929 kein Ritterorden mehr, sondern ein kirchliches Institut von „Brüdern“ − Priestern und Laienbrüdern – und „Schwestern“.

## Ortus
Ortus cuncta suos repetunt matremque requirunt,
et redit ad nihilum, quod fuit ante nihil.
„Alles strebt wieder seinem Ursprung zu und sucht die Mutter, und es kehrt ins Nichts zurück, was vorher nichts war.“ – Maximianus, Elegie 1,221f. (ein Distichon).
Siehe auch „Mors omnia solvit …“

## Otiosis
Otiosis locus hic non est. Discede morator.
„Für Faulenzer ist hier kein Platz. Hinweg Müßiggänger!“ − Graffito aus Pompeji

## Otium
Otium cum dignitate
„Muße mit Würde“ – Würdevoller Ruhestand. Cicero in seiner Schrift Pro Sestio.